# Elektrovodivé příze z uhlíkových nanotrubic

Model jednostěnné uhlíkové nanotrubice

Elektrovodivé příze z uhlíkových nanotrubic
(angl.: conductive CNT yarns, něm.: leitfähige CNT Garne) jsou výrobky z uhlíkových nanovláken k použití na speciální elektronické textilie.
V roce 2011 se odhadovala celosvětová kapacita výroby uhlíkových nanotrubic na 460 ročních tun. Téměř celá kapacita se využívá k výrobě prášku, grafenu a disperzí, jen malá část nanotrubic se začala zpracovávat na fólie a příze. 

## Technologie výroby
Z laboratorních pokusů v letech 1991-2010 jsou známé tři principy zvlákňování: za mokra, z aerogelu a za sucha. 
Výsledky dosavadních experimentů (2015) ukazují, že pro průmyslovou výrobu příze bude nevhodnější technologie zvlákňování za sucha a spřádání zakroucením (nebo zaoblením) proužku vláken z matrice vzniklé metodou CVD. 

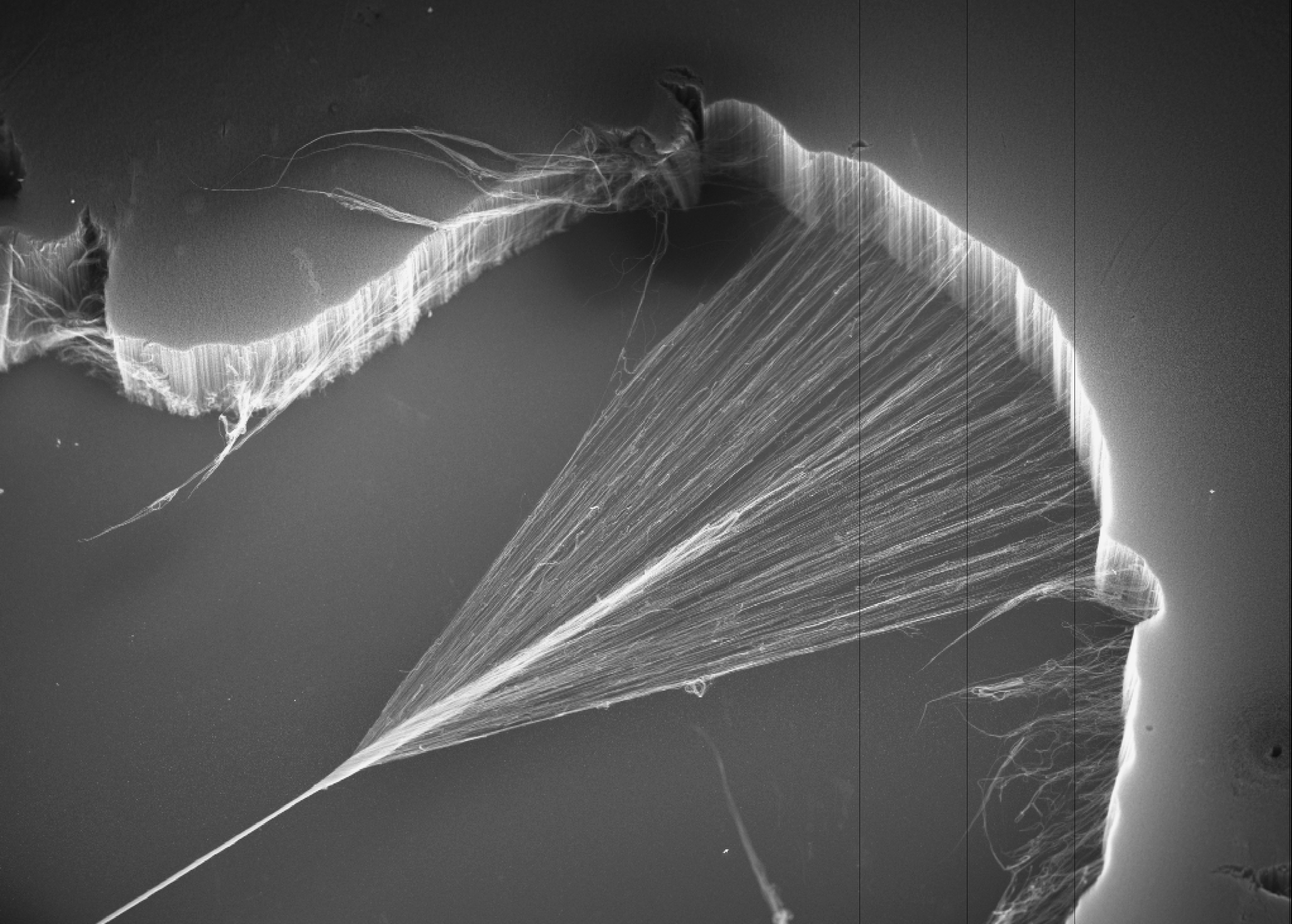
Tvorba pavučinky – odtah nanotrubic z forestu

Spřadatelné nanotrubice s tloušťkou 6-15 nm se získávají metodou CVD. Vlákna se se zachycují v kolmé poloze na tenké plošce ze silikonu, kde se seřazují jako tzv. forestX (viz vrchní část prostředního snímku). Z forestu se odtahuje proužek vláken, ze kterých se tvoří pavučinka obsahující vodorovně uložené, vzájemně zaklíněné nanotrubice. Materiál pavučinky se pak „dopřádá“, tj. zpevňuje zákrutem (nebo zaoblováním), příp. napařováním v prchavém rozpouštědle a navíjí na cívku. 
X Délka trubic, tj. výška forestu může dosáhnout až 300 nm (±2nm), hustota cca 1–3 mg/cm2. Z 1 cm forestu se tvoří 5-6 m vlákenné pavučinky. (Pokusně byla v roce 2013 v čínských laboratořích zhotovena uhlíková nanotrubice o délce 550 mm.)

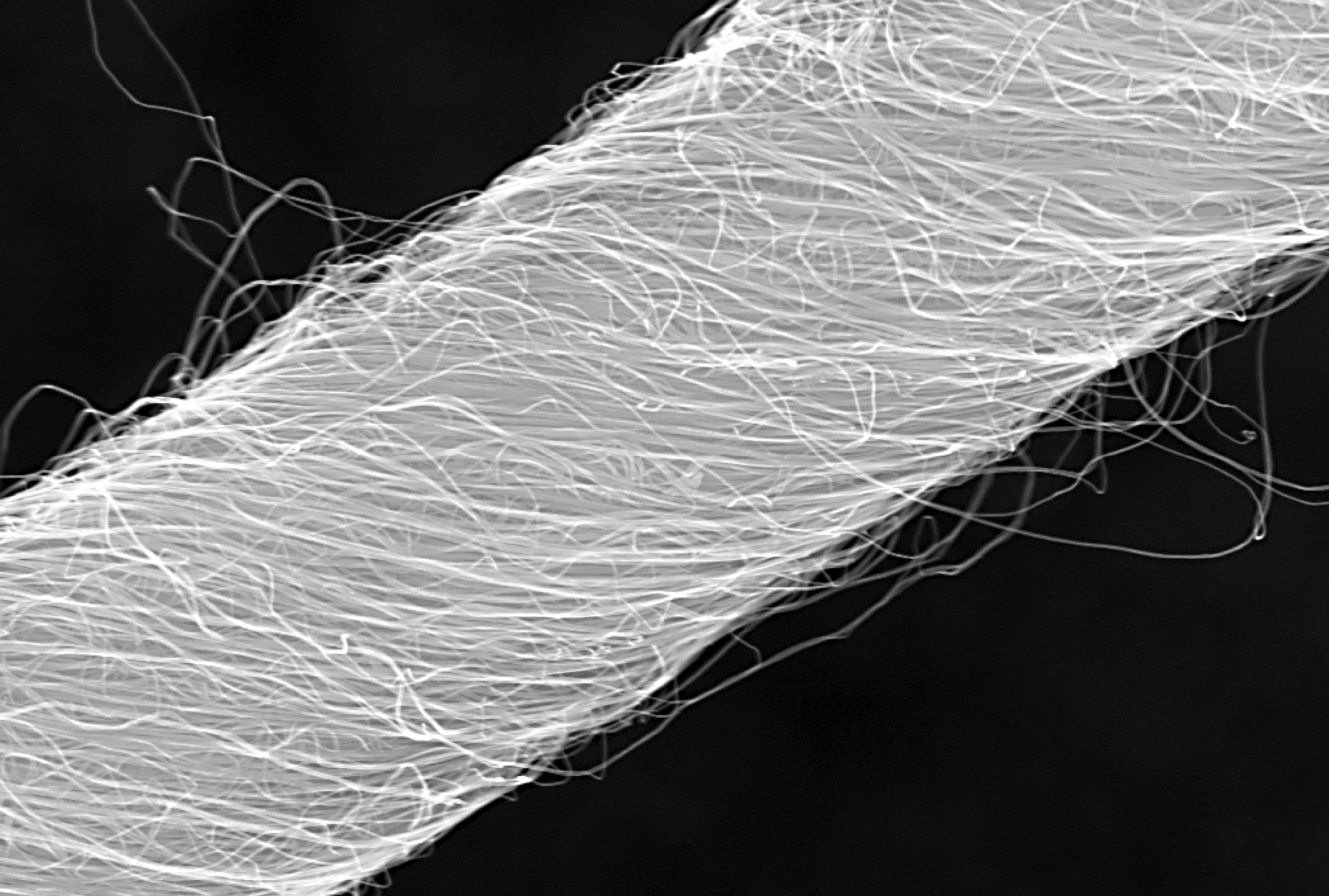
Příze z nanotrubic (cca 3 000 x zvětšeno)

### Způsoby dopřádání
V roce 2015 bylo v odborné literatuře uváděno např.:
- Zakrucování na křídlovém stroji s použitím elektromagnetu se zakládá na stejném principu jako konvenční křídlovka.
- Up-spinning. Pavučinka je tažena nahoru („up“) k vřetenu, které ji zakrucuje rychlostí do 18 000 otáček za minutu a příze (mnohem jemnější než výrobek z křídlového stroje) se navíjí na pomaleji rotující cívku.
- Zhušťování zaoblováním. Pavučinka prochází párem válečků s pružným potahem, které se otáčejí a odvalují axiálními pohyby. Zaoblená vlákna se navinují na cívku. Příze mají mnohem vyšší modul pružnosti než zakrucované výrobky.
- Jádrové příze se vyrábějí z kovového jádra, které se opřádá na křídlovém stroji pláštěm z uhlíkových nanotrubic.

## Struktura a vlastnosti příze
Příze se komerčně vyrábějí s průměrem 20–30 mikronů. Porezita zakroucené příze dosahuje asi 24 %, příze obsahuje v průřezu obvykle více než milion jednotlivých vláken.
Pevnost příze nepřesahuje 5 % pevnosti v ní obsažených vláken. Vliv zákrutu na pevnost příze je podobný jako u konvenčních přízí. Maximální pevnost se dosahuje se sklonem závitů cca 20 %, pro specifický modul je optimální sklon 10 %
Např. pevnost příze z jednostěnných trubic o jemnosti 3 tex vyráběné rychlostí 150 m/hod dosahuje 1,8 GPa (0,8 N/tex). 
Elektrická vodivost příze z vícestěnných trubic se udává v rozmezí 1,5 × 104 a 4,1 × 104 S/m. Vodivost se dá podstatně zvýšit pokovováním příze, ovšem zároveň se ztrátou 30–50 % pevnosti.

## Použití CNT přízí
* Senzory
Elektrický odpor příze se dá měnit zavedením určitého napětí. Příze se pak dá použít k simultánnímu měření napětí a teploty. Citlivost textilních senzorů na napětí se pohybuje v rozmezí 1,4–1,8 mV/V/1000 µ.
- Pružné superkondenzátory

jsou požadovány jako zdroj energie zejména pro přenosné elektronické přístroje. Příze z uhlíkových nanotrubic se v nich používají jako aktivní materiál nebo jako substrát.
- Aktuátory

Elektrody z CNT příze v elektrochemické buňce způsobují roztažení a smrštění.
Např. umělý sval z CNT aktuátoru se může napínat až stokrát výš než přirozený sval.
- Výrobou příze z uhlíkových trubic se zabývá např. firma General Nano, Meijo-nano Carbon, Q-flo, Plasan aj. Rozsáhlejšímu použití přízí brání především vysoká cena. (Vícestěnné nanotrubice stály např. v roce 2013 kolem 100 USD / kg).[1]